# Philippe Perrenoud (sociologue)
Pour les articles homonymes, voir Philippe Perrenoud (homonymie).
 (octobre 2022).
Philippe Perrenoud est un sociologue de l'éducation suisse, né le 22 juin 1944. Il est professeur honoraire de l'Université de Genève depuis 2009.

## Biographie
Phillipe Perrenoud naît le 22 juin 1944. Il est de nationalité suisse.
Il est titulaire d'un doctorat en sociologie et anthropologie de l'Université de Lausanne, obtenu en 1984. Sa thèse, parue chez Droz, s'intitule la Fabrication de l'excellence scolaire.
Il est chargé de cours à l'Université de Genève, puis professeur ordinaire depuis 1994, à la Faculté de psychologie et des sciences de l'éducation (FPSE), dans le champ des pratiques pédagogiques et des institutions de formation.
Professeur honoraire depuis octobre 2009, il coanime le Laboratoire de recherche sur l'innovation en formation et en éducation (LIFE), dont il est le cofondateur.

## Œuvre
Ses travaux sur la fabrication des inégalités et de l'échec scolaire l'ont conduit à s'intéresser au métier d'élève, aux pratiques pédagogiques, à la formation des enseignants, au curriculum, au fonctionnement des établissements scolaires, aux transformations du système éducatif et aux politiques de l'éducation.
Ce concept de « métier d'élève », qu'il a popularisé, est utilisé lors de la pandémie pour expliciter les difficultés rencontrées tant par les élèves que les enseignants et le parents.

## Publications

### Comme auteur
- Stratification socio-culturelle et réussite scolaire. Les défaillances de l’explication causale,, Genève, Droz, 1970
- La Fabrication de l’excellence scolaire : du curriculum aux pratiques d’évaluation. Vers une analyse de la réussite, de l’échec et des inégalités comme réalités construites par le système scolaire,, Genève, Droz, 1984.
- La Formation des enseignants entre théorie et pratique, Paris, L’Harmattan, 1994.
- Métier d'élève et sens du travail scolaire, Paris, ESF Editeur, 1994.
- La Pédagogie à l'école des différences. Fragments d'une sociologie de l'échec., Paris, ESF Editeur, 1995.
- Enseigner : agir dans l'urgence, décider dans l'incertitude. Savoirs et compétences dans un métier complexe, Paris, ESF Editeur, 1996[9].
- Pédagogie différenciée : des intentions à l'action., Paris, ESF Editeur, 1997.
- Construire des compétences dès l'école., Paris, ESF Editeur, 1997.
- L’Évaluation des élèves. De la fabrication de l’excellence à la régulation des apprentissages, Bruxelles, De Boeck, 1998 [présentation en ligne].
- Dix nouvelles compétences pour enseigner. Invitation au voyage, Paris, ESF Editeur, 1999.
- Développer la pratique réflexive dans le métier d'enseignant. Professionnalisation et raison pédagogique, Paris, ESF Editeur, 2001[10].
- Les Cycles d'apprentissage. Une autre organisation du travail pour combattre l'échec scolaire, Sainte-Foy, Presses de l'Université du Québec, 2002.
- L'École est-elle encore le creuset de la démocratie ?, Lyon, Chronique Sociale, 2003.
- LIFE, L'École entre Autorité et Zizanie. Ou 26 façons de renoncer au dernier mot., Lyon, Chronique Sociale, 2003.
- Quand l’école prétend préparer à la vie… Des compétences ou d’autres savoirs ?, Paris, ESF Editeur, 2011[11].
- L’Organisation du travail, clé de toute pédagogie différenciée, Paris, ESF Editeur, 2012.

### Comme directeur de publication
- Allal, L., Cardinet J. et Perrenoud, Ph. (dir.), L'Évaluation formative dans un enseignement différencié, Berne, P. Lang, 1979[12].
- Montandon, Cl. et Perrenoud, Ph. (dir.), Entre parents et enseignants : un dialogue impossible ?, Berne, Lang, 1987.
- Perrenoud, Ph. et Montandon, Cl. (dir.), Qui maîtrise l'école ? Politiques d'institutions et pratiques des acteurs, Lausanne, Réalités sociales, 1988.
- Schoeni, G., Bronckart, J.-P. et Perrenoud, Ph. (dir.), La Langue française est-elle gouvernable ? Normes et activités langagières, Neuchâtel et Paris, Delachaux et Niestlé, 1988
- Perret, J.-F. et Perrenoud, Ph. (dir.), Qui définit le curriculum, pour qui ? : Autour de la reformulation des programmes de l'école primaire en Suisse romande, Cousset (Fribourg), Delval, 1990
- Wirthner, M., Martin, D. et Perrenoud, Ph. (dir.), Parole étouffée, parole libérée. Fondements et limites d'une pédagogie de l'oral, Neuchâtel et Paris, Delachaux et Niestlé, 1991
- Allal, L., Bain, D. et Perrenoud, Ph. (dir.), Évaluation formative et didactique du français, Neuchâtel et Paris, Delachaux et Niestlé, 1993.
- Paquay, L., Altet, M., Charlier (dir.) et Perrenoud, Ph., Former des enseignants professionnels. Quelles stratégies ? Quelles compétences ?, Bruxelles, De Boeck, 1996.
- Altet, M., Paquay, L. et Perrenoud, Ph. (dir.), Formateurs d'enseignants. Quelle professionnalisation ?, Bruxelles, De Boeck, 2002.
- Lessard, C., Altet, M., Paquay, L. et Perrenoud, Ph. (dir.), Entre sens commun et sciences humaines. Quels savoirs pour enseigner ?, Bruxelles, De Boeck, 2004.
- Étienne, R., Altet, M., Lessard, C., Paquay, L. et Perrenoud, Ph. (dir.), L’université peut-elle vraiment former les enseignants ? Quelles tensions? Quelles modalités ? Quelles conditions ?, Bruxelles, De Boeck, 2009[13].